# Juan Cruz Meza
Juan Cruz Meza (Caá Catí, 14 marzo 2008) è un calciatore argentino, centrocampista del River Plate.

## Biografia
È fratello minore di Maximiliano Meza, a sua volta calciatore professionista.

## Carriera

### Club
Cresciuto nel settore giovanile del River Plate, il 27 giugno 2024 ha firmato il suo primo contratto professionistico ed il 14 luglio 2025 ha debuttato in prima squadra nell'incontro di Primera División vinto 3-1 contro il Platense.

### Nazionale
Ha giocato con le nazionali giovanili argentine Under-15 ed Under-17.

## Statistiche

### Presenze e reti nei club
Statistiche aggiornate al 17 agosto 2025.
| Stagione        | Squadra         | Campionato      | Campionato | Campionato | Coppe nazionali | Coppe nazionali | Coppe nazionali | Coppe continentali | Coppe continentali | Coppe continentali | Altre coppe | Altre coppe | Altre coppe | Totale | Totale | Totale |
| Stagione        | Squadra         | Comp            | Pres       | Reti       | Comp            | Pres            | Reti            | Comp               | Pres               | Reti               | Comp        | Pres        | Reti        | Pres   | Reti   |        |
| --------------- | --------------- | --------------- | ---------- | ---------- | --------------- | --------------- | --------------- | ------------------ | ------------------ | ------------------ | ----------- | ----------- | ----------- | ------ | ------ | ------ |
| 2025            | River Plate     | PD              | 5          | 0          | CA              | 0               | 0               | CL                 | 0                  | 0                  | -           | -           | -           | 5      | 0      |        |
| Totale carriera | Totale carriera | Totale carriera | 5          | 0          |                 | 0               | 0               |                    | -                  | -                  |             | -           | -           | 5      | 0      |        |